# الفارينا بونا
فارينا بونا (Farina bòna) أو فارينا سيكا منتجٌ تقليدي من وادي اونسيرنوني في سويسرا، وهي نوعٌ من دقيق الذرة، والذي يتم الحصول عليه عن طريق الطحن الدقيق للحبوب المحمصة. تاريخياً، كانت جزءً من الوجبة اليومية لسكان وادي اونسيرنوني، باللإضافة إلىالحليب، والماء، أو النبيذ.

## التاريخ
وبسبب التَّغيرات في عادات الأكل بعد الحرب العالمية الثانية، انخفضت أهمية الفارينا بونا، بل وقد توقف إنتاجها تماماً في الستينات من القرن العشرين بعد إغلاق آخر طاحونة في وادي اونسيرنوني.
تمَكَّنت المبادراتُ والأبحاثُ التي تَمَّ تطويرها بعد تجديد طاحونة مياه «لوكو» –والتي تم اعتمادها مِن قِبَل متحف اونسيرنوني في عام 1986- من إعادة إحياء ذكرى هذا المنتج القديم، واستئناف الإنتاج. وقد شَجَّعت حركة الSlow Food، التي أنشأتها ميريت بيسجر، وبعناية المُعلِّم ايلاريو جارباني ماركانتيني  ومبادرة المعهد المدرسي في فاليرا، الباحثين على الاستقصاء في المعرفة التاريخية للفارينا بونا. بناءًا على الشَّهادات التي تم الحصول عليها في فيرجيليتو حول الإنتاج وتحسين المنتج، أصبحت الفارينا بونا معروفة بشكل أفضل خارج حدود وادي اونسيرنوني.
تُعتَبر أصول الفارينا بونا غير معروفة. تُعتَبر الملاحظات التي كتبها سيرافينو سكيرا -أحد سُكَّان «لوكو»(1914-1826)- مِن أقدَم الملاحظات المعروفة حتى الآن. فيَسرِدُ المؤلِّف بعض المنتجات التي تحتوي على الفارينا بونا، ويُقدِّم وصفًا موجزًا عن طريقة إنتاجها.
تُؤكِّد الشِّهادات المكتوبة والشَّفهيِّة على صحة إنتاج الفارينا بونا في فيرجيليتو. كانت ولا تزال الحبوب المُحَمَّصة والمطحونة «فارينا سيكا» تُسمَّى بهذا الاسم هناك. يُميِّزُ هذا الاسم المنتج من «فارينا فيردا»، وهو دقيقٌ مطحونٌ ولكن غيرُ مُحَمَّص. مازال كبارُ السن من فيرجيليتو يَتذكَّرون الفارينا سيكا التي أنتجتها انونزياتا تيريبيليني المعروفة باسم نونزيا (1958-1883).
كانت أنواعٌ مختلفةٌ من الذرة تُستَخدم لصنع الفارينا بونا، والتي كان يأتي معظمها من المناطق الهضبية (لوكارنو أو تشينو بشكل عام).
وهناك بعض الشَّهادات حول كمِّيات صغيرة من الذرة المزروعة في الوادي. اعتاد السُّكان على تحميص الحبوب في المطاحن، في مقلاة خاصَّة موضوعة فوق النار. كانت عملية التحميص مختلفة في كل منطقة. في فيرجيليتو، كانت تقوم نونزيا بتحميص الذرة إلى أن تُفَرقِع -تقريباً- ثلث الحبة، وحصلت علي كريست "crest" (و بالتالي حصلت على اسم ghèl-  بالإيطالية galli – وبالإنجليزية "chicken"). من الناحية الأخرى، كانت آخر مطحنة في لوكو «ريميجيو ميليتا» تتخلَّص من كل حبة مُفرقَعَة بعنايةٍ. فَمِنَ المُحتمل أن يكون هذا الاختيار نتيجة صعوبة طحن هذا النوع من الحبوب غير المتجانسة. أثناء الطحن، والذي يُعتبر الجزءُ الأخير من العمليَّة، كان يَجِب على المطاحن طحن الحبوب طحنًا ناعمًا جدًا للتَّمكُّنِ من الحصول على دقيق بِقَوامٍ مماثلٍ لخيوطِ الحَرير، وذلك كما يقول سكيرا. وكان ذلك ممكناً فقط باستخدام أحجار الرحّى الملساء، والمنتظمة، وغير المُجَعَّدة، حيث كان من الممكن رؤيتها في طاحونات فيرجيليتو المُهدَّمة أو بين أحجار الرحّى في متحف اونسيرنوني.

## الطبخ
بينما كانت الفارينا بونا تُؤكَل قَديمًا بالإضافة إلى الماء، والحليب الدافئ أو البارد، والعنب البري، والفراولة أو النبيذ، تعتبر استخداماتها اليوم متباينة؛ فتُستخدَم الفارينا بونا لتحضير المثلجاتِ، والجَعَّةِ، وأعواد الخبزِ، والبسكويت، والموس، والكعك، و«سباتزلي»، والحساء، والعديد من الأطباق الأخرى.